# أصول التخريج ودراسة الأسانيد (كتاب)
أصول التخريج ودراسة الأسانيد. كتاب صنفه الدكتور محمود الطحان، ضم فيه قواعد تسهل لطلبة العلم والباحثين معرفة مواضع الأحاديث النبوية في دواوينها و مصادرها الأصلية و بين فيه أوضح الطرق لتخريج الحديث النبوي، و كيفية دراسة الأسانيد، وطريقة إخراج الترجمة، وطريقة الحكم على الحديث ومرتبه.